# Duepiù
Duepiù è stato un mensile edito dalla Arnoldo Mondadori Editore tra il 1968 e il 1983.
Rivolta ad un pubblico giovane, è stata la prima rivista a diffusione nazionale in Italia ad affrontare i temi della vita di coppia, della sessualità e della contraccezione con un approccio laico e non moralistico.